# グルタミルバリルグリシン
γ-グルタミルバリルグリシンは、グルタミン酸、バリン、グリシンが結合したトリペプチドであり、コク味を付与する調味料として使われる。グルタミン酸のγ位カルボキシ基とバリンのα-アミノ基が縮合してアミド結合を形成している。

## 性質
天然ではホタテガイ、発酵食品では魚醤、本醸造醤油などに含まれる。グルタチオン中のシステインをバリンに置換した構造を持つ。本物質自体は味を持たないが、味細胞中のカルシウム感知受容体と反応することによりコク味を付与する。この活性は、グルタチオンのおよそ10倍である。
アメリカ合衆国では2010年にFEMA GRASとして認可された。日本では2014年8月に食品添加物の認可を受け、味の素社が工業化を手掛けている。